# أحمد أبو خليل
أحمد أبو خليل هو صحفي وكاتب من مصر، كان يعمل رئيس «إضاءات» سباقًا، والمدير التنفيذي لـ «رواة» حاليًا. اشتهر أحمد أبو خليل بفضلِ تأليفه لعددٍ من الكتب والروايات لعلَّ أبرزها كتاب «يومًا ما كنت إسلاميًا»، كما يُعتبر أحد مؤسسي فريق «معرفة»، فضلًا عن مشاركته بعددٍ من المقالات في بعض المواقع على الإنترنت.

## الحياة المُبكّرة والتعليم
تخرَّج أحمد أبو خليل ضمنَ دفعة عام 2008 من كليّة دار العلوم في جامعة القاهرة.

## المسيرة المهنيّة
بدأ أحمد أبو خليل مسارهُ المهني مبكّرًا حينما عمل معدًا ومقدّمًا للتقارير الإخباريّة والتغطيات الصحفيّة في قناة تي آر تي التركيّة الناطقة بالعربيّة. انتقل بعدها لعالم السينما وتحديدًا الشقّ الخاص بالأفلام الوثائقيّة حينما أعدَّ فيلمًا وثائقيًا تحت عنوان «المسيرى .. رحلة من أجل الإنسان» من إنتاج قناة الجزيرة الوثائقية عام 2009، كما حرص على إنتاج وإخراج فيلم «لماذا يضحكُ المصريون؟» وهو فيلمٌ أيضًا من إنتاج قناة الجزيرة الوثائقية عام 2010.
أكمل أبو خليل مسارهُ في السينما، فأعدَّ وأنتجَ فيلم «غزة بعيون مصريّة» وهو الفيلم الذي حقَّق نجاحًا ملحوظًا من حيثُ الشهرة ونسب المشاهدات. انتقل بعدها أحمد للإعداد في المجال الإعلامي، فاشتغل معَ شركة نبأ للإنتاج الإعلامي، ثمّ شركة YAT للبرمجيات وفضائية تركمان إللى كذا شركة آي فيلم للإنتاج الإعلامي عدى عن إنتاجتهِ المستقلّة. نشطَ أحمد أبو خليل في مجال الأدب حيثُ ركّز بدايةً على تعديل مناهج اللغة العربية للناطقين بغيرها بمركز لسان العرب، ثمّ ألَّف كتاب «تحليل وتوصيف مناهج اللغة العربية لغير الناطقين بها» وذلك في عام 2008.
في تلك الفترة أيضًا، اشتغل أحمد أبو خليل صحفيًا في جريدة «المصريون الإلكترونيّة»، قبل أن ينتقل لمجال إعداد الدورات فأعدَّ عددًا من دورات التنمية البشرية على غرار البرنامج الأساسي الذي حمل عنوان مهارات التفكير الإبداعى بالتعاونِ مع فريق زدني للتنمية البشرية عام 2007)، كما حصل على دبلومة استراتيجيات الإدارة الحديثة عن المركز الكندى للتنمية البشرية عام 2009، ونظَّمَ دورتان في التثقيف الحضاري من برنامج الدراسات الحضارية وحوار الثقافات في كليّة الاقتصاد والعلوم السياسية، وكذا دورة في الديمقراطية والتعليم المدني من برنامج الديمقراطية وحقوق الإنسان في كلية الاقتصاد والعلوم السياسية 2009 أيضًا.
واصلَ أحمد عمله في مجال تقديم الدورات، فنظَّمَ دورة تحقيق المخطوطات العربية (100 ساعة) من مؤسسة الفرقان للتراث الإسلامى في كلية دار العلوم (2009، ثمّ دورة في صناعة المذيع التلفيزيونى عن الأكاديمية الدولية للتدريب والاستشارات عام 2010. أصبحَ أحمد أبو خليل في وقتٍ ما المنسّق العام لفريق معرفة، كما أسَّس نموذج مجمع اللغة العربية «أبجد» الحاصل على عضوية لجنة الهيئات اللغوية والمجتمع المدني بمجمع اللغة العربية بالقاهرة، ورئيس دورتيه التحضيرية والأولى (2008/2009). هو أيضًا عضوٌ في اللجنة التنظيمية بنموذج منظمة المؤتمر الإسلامي في كلية الاقتصاد والعلوم السياسية، ومحرر بمجلة النموذج (2008)، كما كان عضوًا في اللجنة التنظيمية للمنتدى الطلابى بمؤتمر القاهرة الدولي الرابع والسادس، ووكيل لجنة الإعلام والاتصال في برلمان شباب الجامعة.
شاركَ أحمد في فعاليات عدد من الجمعيات والمؤسسات الثقافية بما في ذلك مؤتمرات، ندوات وورش عمل لعلَّ أبرزها: برنامج الدراسات الحضارية وحوار الثقافات، جمعية مصر للثقافة والحوار، الجمعية المصرية لتعريب العلوم، مركز الأهرام للدراسات الاستراتيجية، جمعية المترجمين واللغويين المصريين وساقية عبد المنعم الصاوي. بالإضافةِ لكلّ هذا فأحمد يعتبرُ نفسه خطيبًا وإمامًا حرًا، كما دخلَ مجال الإلقاء الشعري حيثُ شارك في ثلاثة مهرجانات شعرية، فضلًا عن مجال الإنشاد حينما شارك في أربعة مهرجانات إنشادية، وأخيرًا وليس آخرًا مجال الكتابة والتأليف حيثُ ألَّف كتاب «أوراق عشرينية» عدى عن النشر الكثيف في المدونات على شبكة الإنترنت.

## النتاج الأدبي
يُعتبر كتاب «يومًا ما كنتُ إسلاميًا» أحد أبرز وأشهر مؤلّفات الكاتب المصري أحمد أبو خليل إن لم يكن أشهرها إطلاقًا، وفيه تحدث عن أشعار الجهاد في فلسطين وأفغاستان والشيشان كما تحدث عن الزمان والمكان والأحزاب والجماعا، وقصّته مع الإخوان في الكتائب والمعسكرات، وكيف اقتات من كتابات رموز الحركة والفكر على امتداد رقعة الأمة. تحدث أبو خليل باختصار عن الحالة الإسلامية خارج حدود شاشات التلفاز وأسطر الجرائد، وبعيدًا عن المعارك السياسية والأيدلوجية كما قال، كما تحدث عن المجتمع والروح والفكرة وتجلياتها الإنسانية التي نمت عشية سقوط الخلافة، وخبت بشكل ما صبيحة الربيع العربي.
صدر للكاتب المصري كتابٌ آخر بعنوان «أوراق عشرينيّة»، وفيه حكى عن 10 سنوات: من عمر العشرين إلى بوابة الثلاثين، أي من 2008 إلى 2018، حيث تحدث عن أفكار وخواطر وقصص من عمر الكاتب أثبتها في هذه الأوراق العشرينية. يفتتحُ الكتاب بمقالات عن أحلام وطموحات الشباب العشريني الذي يستعد لاستقبال الحياة الجديدة فيما بعد الجامعة، الحب والزواج والعلاقات العاطفية وما يشوب كل ذلك من فورة وتوق، ثم ينتقل إلى منتصفه حيث تفرض الأحداث السياسية نفسها والحديث هنا عن ثورة الخامس والعشرين من يناير كتجربة ذاتية وليست كأحداث سياسية، عدى عن باقي الأحداث في سوريا وفلسطين والمغرب وبلاد من هنا وهناك زيارات دونها الكاتب في دفتره على هامش الأحداث الكبرى.

## الاعتقال
أُلقي القبض على أبو خليل يوم 3 حزيران/يونيو 2020 من منزله، وتم اقتياده إلى جهة غير معلومة وظلَّ رُهن الاختفاء القسري عشرة أيام، إلى أن ظهر أمام نيابة أمن الدولة، وحققت معه، حيث وجّهت إليه تهم بالانضمام إلى «جماعة إرهابيّة»، وإساءة استخدام وسائل التواصل الاجتماعي، ونشر أخبار كاذبة. جُدّد حبس الكاتب المصري في وقت لاحق وذلك لمدة 45 يومًا على ذمة تحقيقات القضية، بعد أن وُجهت له التحقيقات تُهم الانضمام إلى جماعة إرهابية ونشر أخبار كاذبة من جديد.

## قائمة أعماله
هذه قائمةٌ بأبرز أعمال الكاتب المصري أحمد أبو خليل:
- يومًا ما.. كنت إسلاميًا[23]
- أوراق عشرينية[24]
- الفتاة التي قابلتها في العرس[25]
- شاهد على الفقر[26]